# 1987년 런던 영화 비평가 협회상
제8회 런던 영화 비평가 협회상의 시상식에 관한 내용이다.

## 수상 및 후보

### 작품상
- 희망과 영광 - 존 부어만 수상

### 외국어영화상
- 마농의 샘 - 1부 - 클로드 베리 수상

### 감독상
- 풀 메탈 자켓 - 스탠리 큐브릭 수상

### 작가상
- 귀를 기울여 - 앨런 베넷 수상

### 남우주연상
- 귀를 기울여 - 게리 올드만 수상
- 언터쳐블 - 숀 코네리 수상

### 특별상
- Tommie Manderson 수상
- 엔니오 모리꼬네 수상
- 데이빗 로즈 수상